# Liste von Titeln und Anreden von Kim Jong-il innerhalb von Nordkorea
Dies ist eine Liste der Titel und Anreden von Kim Jong-il innerhalb Nordkoreas. Die Liste umfasst offizielle Titel und Bezeichnungen, die in nordkoreanischen Medien verwendet wurden. Offizielle Funktionsbezeichnungen sind hier nicht aufgeführt. Sie erhebt keinen Anspruch auf Vollständigkeit.

## Liste der Titel und Anreden von Kim Jong-il innerhalb Nordkoreas
| Koreanisch                                                | Umschrift (McCune-Reischauer)                                        | Deutsch                                                                                              | Kommentar |
| --------------------------------------------------------- | -------------------------------------------------------------------- | --- | --- |
| 당중앙                                                    | tangjungang                                                          | Zentrum der Partei                                                                                   | Der erste von Kim Jong-ils Titeln. Wurde seit 1973 benutzt, nachdem Kim insgeheim als der Nachfolger seines Vaters Kim Il-sung auserkoren wurde, es jedoch noch nicht offiziell war. |
| 웃분                                                      | utpun                                                                | Überragende Person                                                                                   | Der Titel wurde seit Mitte der 1970er-Jahre verwendet. |
| 친애하는 지도자                                           | ch’inaehanŭn chidoja                                                 | Lieber Führer                                                                                        | Dieser Titel war der gebräuchlichste, während der Herrschaft seines Vaters Kim Il-sung.                                                                                              |
| 존경하는 지도자                                           | chon’gyŏnghanŭn chidoja                                              | Respektierter Führer                                                                                 | Diese Titel wurden seit Mitte der 1970er-Jahre verwendet. |
| 현명한 지도자                                             | hyŏnmyŏnghan chidoja                                                 | Weiser Führer                                                                                        | Diese Titel wurden seit Mitte der 1970er-Jahre verwendet. |
| 영명하신 지도자                                           | yŏngmyŏnghasin chidoja                                               | Brillanter Führer                                                                                    | Diese Titel wurden seit Mitte der 1970er-Jahre verwendet. |
| 유일한 지도자                                             | yuilhan chidoja                                                      | Einzigartiger Führer                                                                                 | Dieser Titel wurde seit 1975 verwendet. |
| 령도자가 갖추어야 할 풍모를 완벽하게 지닌 친애하는 지도자 | yŏngdojaga katch’uŏya hal p’ungmorŭl wanbyŏkhage chinin ch’inaehanŭn | Lieber Führer, der eine perfekte Verkörperung des Erscheinungsbildes ist, das ein Führer haben muss. | Dieser Titel wurde seit Mitte der 1980er-Jahre zu besonderen Anlässen verwendet. |
| 최고사령관                                                | ch’oegosayŏnggwa                                                     | Oberbefehlshaber                                                                                     | Wurde zum ersten Mal Mitte der 1980er-Jahre verwendet, noch bevor er 1991 zum offiziellen Oberbefehlshaber der Koreanischen Volksarmee ausgerufen wurde.                             |
| 위대한 령도자                                             | widaehan yŏngdoja                                                    | Großer Führer                                                                                        | Der gebräuchlichste Titel während seiner Herrschaft. |
| 인민의 어버이                                             | inminŭi ŏbŏi                                                         | Vater des Volkes                                                                                     | Wird seit Februar 1986 verwendet. |
| 공산주의 미래의 태양                                      | kongsanjuŭi miraeŭi t’aeyŏng                                         | Sonne der kommunistischen Zukunft                                                                    | Diese Titel werden seit Mitte der 1980er-Jahre verwendet. |
| 백두광명성                                                | paektugwangmyŏngsŏng                                                 | Strahlender Stern vom Berg Paektu                                                                    | Diese Titel werden seit Mitte der 1980er-Jahre verwendet. |
| 향도의 해발                                               | hyangdoŭi haebal                                                     | Lenkender Sonnenstrahl                                                                               | Diese Titel werden seit Mitte der 1980er-Jahre verwendet. |
| 혁명무력의 수위                                           | hyŏngmyŏngmuryŏnŭi suwi                                              | Führer der Revolutionären Streitkräfte                                                               | Diese Titel wurden seit dem 21. Dezember 1991 verwendet, an dem Kim Jong-il zum Oberbefehlshaber der Streitkräfte ausgerufen wurde.                                                  |
| 조국통일의 구성                                           | chonunt’ongilŭi kusŏng                                               | Garantie der Einheit des Vaterlandes                                                                 | Diese Titel wurden seit dem 21. Dezember 1991 verwendet, an dem Kim Jong-il zum Oberbefehlshaber der Streitkräfte ausgerufen wurde.                                                  |
| 조국 통일의 상징                                          | chonun t’ongilŭi sangjing                                            | Symbol der Einheit des Vaterlandes                                                                   | Diese Titel wurden seit dem 21. Dezember 1991 verwendet, an dem Kim Jong-il zum Oberbefehlshaber der Streitkräfte ausgerufen wurde.                                                  |
| 민족의 운명                                               | minjonŭi unmyŏng                                                     | Schicksal der Nation                                                                                 | Diese Titel wurden seit dem 21. Dezember 1991 verwendet, an dem Kim Jong-il zum Oberbefehlshaber der Streitkräfte ausgerufen wurde.                                                  |
| 자애로운 아버지                                           | chaaeroun abŏji                                                      | Geliebter Vater                                                                                      | Diese Titel wurden seit dem 21. Dezember 1991 verwendet, an dem Kim Jong-il zum Oberbefehlshaber der Streitkräfte ausgerufen wurde.                                                  |
| 당과 국가와 군대의 수위                                   | tanggwa kukkawa kundaeŭi suwi                                        | Führer der Partei, der Nation, der Armee                                                             | Diese Titel wurden seit dem 21. Dezember 1991 verwendet, an dem Kim Jong-il zum Oberbefehlshaber der Streitkräfte ausgerufen wurde.                                                  |
| 수령                                                      | suryŏng                                                              | Führer                                                                                               | Wurde nach dem Tod von Kim Il-sung eine gebräuchliche Bezeichnung. |
| 장군                                                      | changgun                                                             | General                                                                                              | War eine der gebräuchlichsten Bezeichnungen seit 1994. |
| 우리당과 우리 인민의 위대한 령도자                        | uridanggwa uri inminŭi widaehan yŏngdoja                             | Großer Führer unserer Partei und unserer Nation                                                      | Diese Titel wurden seit 1994 verwendet. |
| 위대한 장군님                                             | widaehan changdunnim                                                 | Großer General                                                                                       | Diese Titel wurden seit 1994 verwendet. |
| 경애하는 장군님                                           | kyŏngaehanŭn changdunnim                                             | Geliebter und respektierter General                                                                  | Diese Titel wurden seit 1994 verwendet. |
| 위대한 수령                                               | widaehan suryŏng                                                     | Großer Führer                                                                                        | Dieser Titel war zu dessen Lebzeiten Kim Il-sung vorbehalten und wurde nach dessen Tod auf Kim Jong-il übertragen.                                                                   |
| 경애하는 수령                                             | kyŏngaehanŭn suryŏng                                                 | Geliebter und Respektierter Führer                                                                   | Dieser Titel war zu dessen Lebzeiten Kim Il-sung vorbehalten und wurde nach dessen Tod auf Kim Jong-il übertragen.                                                                   |
| 백전백승의 강철의 령장                                    | paekchŏnbaeksŭngŭi kangch’ŏlŭi yŏngjang                              | Immer siegreicher, festgewillter General                                                             | Diese Titel werden seit 1997 nach der dreijährigen Trauerphase für Kim Il-sung verwendet.                                                                                            |
| 사회주의 태양                                             | sahoejuŭi t’aeyang                                                   | Sonne des Sozialismus                                                                                | Diese Titel werden seit 1997 nach der dreijährigen Trauerphase für Kim Il-sung verwendet.                                                                                            |
| 민족의 태양                                               | minjogŭi t’aeyang                                                    | Sonne der Nation                                                                                     | Diese Titel werden seit 1997 nach der dreijährigen Trauerphase für Kim Il-sung verwendet.                                                                                            |
| 삶의 태양                                                 | salmŭi t’aeyang                                                      | Die Große Sonne des Lebens                                                                           | Diese Titel werden seit 1997 nach der dreijährigen Trauerphase für Kim Il-sung verwendet.                                                                                            |
| 민족의 위대한 태양                                        | minjogŭi widaehan t’aeyang                                           | Große Sonne der Nation                                                                               | Diese Titel sind Bestandteil der neuen Verfassung der Demokratischen Volksrepublik Korea von 1998.                                                                                   |
| 민족의 어버이                                             | minjogŭi ŏbŏi                                                        | Vater der Nation                                                                                     | Diese Titel sind Bestandteil der neuen Verfassung der Demokratischen Volksrepublik Korea von 1998.                                                                                   |
| 21세기의 세계 수령                                        | 21segiŭi segye suryŏng                                               | Weltführer des 21. Jahrhunderts                                                                      | Diese Titel werden seit dem Jahr 2000 verwendet. |
| 불세출의 령도자                                           | pulsech’ulŭi yŏngdoja                                                | Einzigartiger Führer                                                                                 | Diese Titel werden seit dem Jahr 2000 verwendet. |
| 21세기 차란한 태양                                        | 21segi ch’aranhan t’aeyang                                           | Leuchtende Sonne des 21. Jahrhunderts                                                                | Diese Titel werden seit dem Jahr 2000 verwendet. |
| 21세기 위대한 태양                                        | 21segi widaehan t’aeyang                                             | Große Sonne des 21. Jahrhunderts                                                                     | Diese Titel werden seit dem Jahr 2000 verwendet. |
| 21세기 향도자                                             | 21segi hyangdoja                                                     | Führer des 21. Jahrhunderts                                                                          | Diese Titel werden seit dem Jahr 2000 verwendet. |
| 희세의 정치가                                             | hŭiseŭi chŏngch’iga                                                  | Erstaunlicher Politiker                                                                              | Diese Titel werden seit dem Jahr 2000 verwendet. |
| 천출위인                                                  | ch’ŏnch’ulwiin                                                       | Glorreicher Mann, der vom Himmel abstammt                                                            | Diese Titel werden seit dem Jahr 2000 verwendet. |
| 천출명장                                                  | ch’ŏnch’ulmyŏngjang                                                  | Glorreicher General, der vom Himmel abstammt                                                         | Diese Titel werden seit dem Jahr 2000 verwendet. |
| 민족의 최고영수                                           | minjogŭi ch’oegoyŏngsu                                               | Oberster Führer der Nation                                                                           | Diese Titel werden seit dem Jahr 2000 verwendet. |
| 주체의 찬란한 태양                                        | chuch’eŭi ch’allanhan t’aeyang                                       | Leuchtende Juche-Sonne                                                                               | Diese Titel werden seit dem Jahr 2000 verwendet. |
| 당과 인민의 수령                                          | tanggwa inminŭi suryŏng                                              | Führer der Partei und des Volkes                                                                     | |
| 위대한 원수님                                             | widaehan wŏnsunim                                                    | Großer Marschall                                                                                     | |
| 무적필승의 장군                                           | mujŏkp’ilsŭngŭi changgun                                             | Unbesiegbarer und immertriumphierender General                                                       | |
| 경애하는 아버지                                           | kyŏngaehanŭn abŏji                                                   | Lieber Vater                                                                                         | |
| 21세기의 향도성                                           | 21segiŭi hyangdosŏng                                                 | Lenkender Stern des 21. Jahrhunderts                                                                 | |
| 실천가형의 위인                                           | silch’ŏn’gahyŏngŭi wiin                                              | Großer Mann der Tat                                                                                  | |
| 위대한 수호자                                             | widaehan suhoja                                                      | Großer Verteidiger                                                                                   | |
| 구원자                                                    | kuwŏnja                                                              | Erlöser                                                                                              | |
| 혁명의 수뇌부                                             | hyŏngmyŏngŭi sunoebu                                                 | Vordenker der Revolution                                                                             | |
| 혁명적 동지애의 최고화신                                  | hyŏngmyŏngjŏk tongjiaeŭi ch’ogohwasin                                | Höchste Verkörperung der revolutionären kameradschaftlichen Liebe                                    | |
| 영원한 당 총비서                                          | yŏngwŏnhan dang ch’ongbisŏ                                           | Ewiger Generalsekretär der Partei                                                                    | Wurde nach dem Tod im April 2012 posthum verliehen. |